# Ezekiel (The Walking Dead)
Ezekiel o Rey Ezekiel es un personaje ficticio de la serie de cómics The Walking Dead y la serie de televisión del mismo nombre, donde es interpretado por Khary Payton.
Ezekiel es el líder de El Reino, una comunidad de supervivientes aterrorizada por un grupo ambicioso llamado "Los Salvadores". Otras comunidades, como la colonia Hilltop y la zona segura de Alexandria, sufren la misma subyugación. Las comunidades, lideradas por Ezekiel, Maggie en la colonia Hilltop y Rick en Alexandria, se unen en una guerra total contra los Salvadores, contra su líder, Negan. Ezekiel tiene una tigresa de mascota leal, Shiva, que salvó del zoológico en los primeros días del apocalipsis cuando era un guardián del zoológico. Aunque Shiva puede ser mortal para los enemigos de Ezekiel, no es una amenaza para los residentes e invitados pacíficos del Reino. En cambio, Ezekiel gobierna con el consentimiento de su comunidad, que cree en sus habilidades de liderazgo carismático y su capacidad para mantenerlos seguros. En los cómics, Ezekiel entra en una relación romántica con Michonne, mientras que en el programa se casa con Carol.

## Historia
Ezekiel, conocido como el "Rey Ezekiel" por sus conciudadanos, es el líder de una comunidad conocida como El Reino. Ezekiel fue anteriormente un guardián del zoológico y ha conocido a su tigre mascota, Shiva, desde que nació.
En algún momento, Ezekiel se reúne y forma una amistad con Paul "Jesús" Monroe, quien invita a su comunidad a unirse a una red comercial que incluye a la comunidad de Hilltop a la que pertenece Jesús. Ezekiel más tarde descubre que los Salvadores están amenazando y acosando a las otras comunidades en la red de comercio a cambio de suministros y posiblemente ven lo malvado que es su líder, Negan realmente (a pesar de la tregua ofrecida por los Salvadores).
Ezekiel espera su momento y espera el momento oportuno para contraatacar al tirano. La oportunidad que Ezekiel está esperando y finalmente llega cuando Jesús trae a Rick Grimes para que se reúna con él y le transmite la información que tiene sobre la fortaleza de los Salvadores y la ubicación de su principal base de operaciones.
Durante la guerra Ezekiel comienza una relación con Michonne, la guerra logra ser finalizada a costa de muchas perdidas en ambos bandos y todas las comunidades, con Negan encarcelado su tiranía llega a su epílogo. Dos años después de que termine la guerra contra los Salvadores, Ezekiel y Michonne se separan, pero Ezekiel está seguro de volver a comenzar su relación. Sin embargo, él, Rosita Espinosa y otras 10 personas fueron decapitadas por Alpha durante el conflicto con los Susurradores, dejando a Michonne totalmente devastada.

## Adaptación de TV

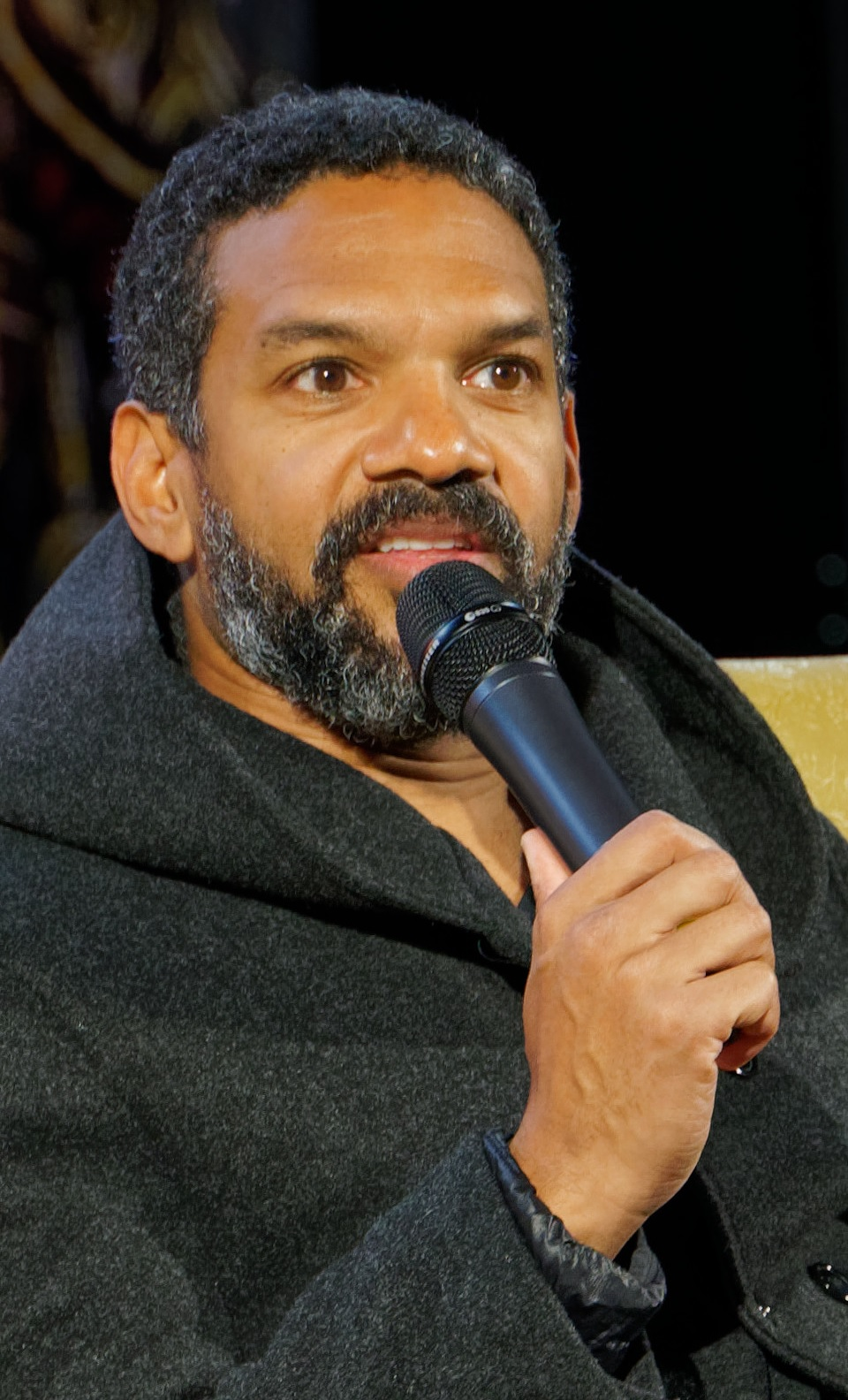
El actor Khary Payton fue elegido para interpretar al Rey Ezekiel a partir de la séptima temporada en la serie, luego es ascendido al reparto regular.

### Previa
Antes del brote, Ezekiel era un guardián del zoológico en DC y un actor de teatro. En algún momento se encontró con Shiva, una cachorra de tigre que resultó herida en su exhibición. Ezekiel cuidó y se hizo amigo de Shiva y formó un fuerte vínculo con ella. Cuando comenzó el brote de los caminantes, Ezekiel regresó al zoológico y liberó a Shiva con los dos juntos desde entonces. Ezekiel posteriormente fundó una comunidad conocida como El Reino que se convirtió en una comunidad próspera, llena de comida y confort. Para inspirar mejor a su gente, Ezequiel comenzó a autodenominarse "Rey Ezekiel" y adoptó los modales de un rey feudal benevolente y generoso (yendo tan lejos como para hablar en tono y forma de Shakespeare). También formó un tribunal de asesores para ayudarlo a administrar el Reino, que incluye al experimentado sobreviviente Richard, su asistente personal y guardaespaldas Jerry, Benjamin un joven sobreviviente que era hijo de un buen amigo de Ezekiel y Henry el hermano menor de Benjamin.

### Temporada 7
Ezequiel es presentado por primera vez a la serie en el episodio "The Well", cuando Morgan Jones y Carol Peletier son llevados al Reino por su gente para brindar atención médica a Carol. Cuando Carol se despierta, Morgan le presenta a Ezekiel y su mascota, la tigresa de Bengala Shiva. La manera de gobernar de Shakespeare de Ezekiel deja a Carol silenciosamente incrédula. Cuando Ezekiel le pregunta qué piensa de su santuario y de él, ella finge entusiasmo (diciéndole "¡Es increíble!"), Y rechaza su oferta de fruta, afirmando que las granadas no valen la pena. Morgan, después de haber ganado rápidamente la confianza de Ezekiel, es sacado con el círculo íntimo de Ezekiel para realizar una tarea aparentemente inútil: reunir a un grupo de cerdos salvajes en un granero fuera del Reino, donde se alimentan de los caminantes. Ezekiel le pregunta a Morgan sobre sus habilidades de combate, cuando ve que Morgan es capaz de usar un bastón, y le pide que entrene a uno de su grupo, Benjamin. Después de dudar, Morgan está de acuerdo. Ezekiel lleva a Morgan y Benjamín a una reunión secreta con los Salvadores, a quienes se les dan los cerdos alimentados por los caminantes, que ahora son sacrificados, como parte de su tributo del Reino. Jared, uno de los Salvadores, empieza a hostigar a Richard, quien termina en conflicto con el salvador. Jared ataca a Richard, y Ezekiel hace que rompan la pelea. Gavin, el líder del grupo de los Salvadores le dice a Jared que se detenga solo después de que Jared haya golpeado a Richard varias veces. Los Salvadores se van y dicen que la próxima vez querrán producir o Richard será el primero en morir. Durante la noche, Carol está recogiendo fruta mientras se prepara para salir de la ciudad en silencio, y Ezekiel la atrapa. Él explica que se dio cuenta de que la inocencia de Carol era solo un acto, pero se pregunta cómo Carol podría sobrevivir y quiere saber de dónde vino originalmente. Después de unos momentos, Ezekiel baja lentamente la guardia y revela que era un guardián del zoológico y un actor aficionado. Él le dice que él desarrolló la persona del "Rey Ezekiel" para que la gente tuviera a alguien a quien seguir y para enfatizar que todavía hay algo bueno en el mundo. Carol todavía desea irse, así que Ezekiel sugiere que viva en la casa abandonada que pasó de camino al Reino, para que pudiera "ir y no ir". Ella está de acuerdo con este acuerdo. Morgan lleva a Carol a la casa, le dice que se cuide y vuelve al Reino. Más tarde, recibe una visita de Ezekiel y Shiva. Ezekiel una vez más le ofrece una granada que le hace sonreír a Carol.
En el estreno de mitad de temporada "Rock in the Road", se muestra que Ezequiel es amigo del explorador de Hilltop Paul Rovia , también conocido como "Jesús". Jesús le presenta a Ezekiel a Rick Grimes, el líder de Alexandría, otra comunidad obligada a servir a los Salvadores. Rick le suplica a Ezekiel que se una a su lucha contra los salvadores, ya que solo juntos pueden tener éxito. Ezekiel toma la noche para reflexionar sobre su decisión, pero finalmente decide no tener un conflicto abierto con los Salvadores porque se niega a poner en peligro la vida de su gente. Sin embargo, sí permite que el amigo de Rick, Daryl Dixon, permanezca en el Reino para esconderse de los Salvadores. Ezekiel aparece en el episodio "New Best Friends" cuando los Salvadores llegan para su ofrenda. Cuando Jared continúa insultando a Richard, los dos dibujan armas entre sí y Morgan y Ben se ven obligados a detener la violencia. Ezekiel luego castiga a Benjamín por actuar precipitadamente, ya que la violencia debe reservarse como último recurso. En el episodio "Bury Me Here", Ezekiel, Morgan, Ben, Richard y muchos otros encuentran un obstáculo en el camino hacia su reunión con los salvadores. Luego encuentran que una lectura de la tumba "Entiérrame aquí" con Ezekiel afirmando que es solo una suerte que el mundo no los haya vuelto locos a todos, aunque Ben le da crédito a Ezekiel por mantenerlos juntos, llegan y descubren que su carga de fruta es inferior a la cantidad requerida, lo que hace que Jared le dispare a Ben. Lo llevan a Carol, pero a pesar de sus mejores esfuerzos, Ben muere, cuando se encuentran con los salvadores para saldar sus deudas, Morgan ataca y mata a Richard, estrangulándolo hasta matarlo. Revela que Richard descartó una fruta a propósito en un esfuerzo por iniciar una guerra con los salvadores. Ezekiel demostró estar enfurecido por la traición de Richard mientras estaba sorprendido por la brutalidad de Morgan (aunque él todavía intenta traerlo de vuelta). Carol luego va al Reino y le ofrece a Ezekiel sus condolencias antes de decir que es hora de luchar; Morgan, deseando estar solo, se queda temporalmente en la casa de Carol. Ezekiel está de acuerdo. En el final de la temporada "The First Day of the Rest of Your Life", Ezekiel lleva a Carol y un grupo de luchadores del Reino a Alexandría para aceptar la alianza de Rick, se encuentran con Morgan en el camino, y Ezekiel lo convence para que marche con ellos. La llegada de Ezekiel resulta oportuna; su grupo llega a Alexandría justo cuando Negan está a punto de ejecutar a Carl . Ezekiel y Shiva se lanzan a la batalla, matando a numerosos salvadores y ayudando a expulsar a los salvadores. El episodio termina con Ezekiel junto a Rick y Maggie Greene como el Reino, Hilltop y Alexandria se comprometen mutuamente.

### Temporada 8
En el estreno de la temporada " Mercy", mientras Rick se prepara para la guerra contra Negan, Ezekiel compromete a sus propios soldados del Reino y ofrece discursos de incitación a sus hombres en el Reino y luego al grupo combinado antes de su primer ataque. Después de su asalto inicial en el Santuario, lo que resulta en una gran horda de caminantes que evita que los salvadores se vayan o entren, el ejército de Rick se divide en varios grupos para atacar a otras fortalezas de los salvadores. En el siguiente episodio "The Damned", Ezekiel, junto con Carol, lidera las fuerzas de la mayoría de los soldados del Reino, eliminando a todos excepto a un Salvador en una fortaleza, un salvador restante se escapa, pero Ezekiel le ordena a su grupo que lo persiga, temiendo que advierta a un bastión cercano. Con la ayuda de Shiva, el salvador es abatido a tiempo. En el episodio "Monsters", ya que están cerca de otro bastión pero aún no han sido detectados, Ezekiel decide lanzar un ataque, a pesar de no estar en el plan de Rick y en contra de la cautela de Carol, el ataque va mejor de lo esperado, sin pérdidas para las fuerzas del Reino. Mientras celebran, las fuerzas de los salvadores ocultas los atacan en un edificio cercano disparan al grupo con una ametralladora pesada, matando instantáneamente a la mayoría de las fuerzas del Reino; los pocos que aún no son impactados protegen a Ezekiel. En el episodio "Some Guy", Ezekiel se arrastra de la pila de cadáveres con un pie flácido, horrorizado por los cuerpos de sus soldados que están empezando a reanimarse, de pronto un  salvador lo secuestra y decide decapitarlo. En última instancia, es salvado por Jerry, quien lo parte a la mitad con su hacha que sigue siendo un fiel escolta y seguidor, salvando a su rey de una muerte segura y Carol, que consigue eliminar a los salvadores en el recinto del puesto de avanzada. Sin embargo un Ezekiel lastimado tanto física como emocionalmente les dice que lo dejen atrás, que ya no es digno de ser su rey, a continuación aparece una horda caminante y Ezekiel se dispone a sacrificarse, Shiva llega para defenderlo de los caminantes que están a punto de atacar a Ezekiel, pero los caminantes finalmente abruman a la tigresa y Ezekiel solo puede mirar con angustia mientras se alimenta a su compañera. Los tres eventualmente llegan al Reino, y Ezekiel no se atreve a decir nada a las familias de sus soldados y se marcha en silencio, totalmente afligido. En el episodio "The King, the Widow and Rick", Ezekiel se ha aislado en su casa, negándose a permitir que otros lo vean, Carol es capaz de acercarse a Ezekiel y trata de alentarlo a que vuelva a asumir el liderazgo, incluso si solo mantiene su acción, pero Ezekiel sigue siendo reacio a participar y la insta a liderar el Reino. En el final de mitad de temporada "How It's Gotta Be", cuando su comunidad es invadida por Gavin junto con un convoy de salvadores y exigen saber dónde se esconde Ezekiel, se deja capturar poco después, para que su gente pueda escapar.
En el episodio estreno de mitad de temporada "Honor" Ezekiel es secuestrado por los salvadores comandados por Gavin, pero sus planes de llevarlo al Santuario son frustrados por Carol y Morgan de manera exitosa logran aniquilar a sus secuaces y rescatar a Ezekiel, cuando Gavin huye Morgan lo atrapa pero Ezekiel con Carol tratan de convencerlo para no matarlo, Morgan insiste en que tiene que hacerlo, pero antes de que pueda, un palo de combate perfora la garganta de Gavin, matándolo en el acto y Henry se revela como el asesino, sorprendiendo a Carol y Morgan, Ezekiel calma a Henry y le dice que no mire el cuerpo de Gavin. Carol reprende a Henry por tal atrocidad y desobedecerla, pero Ezekiel le asegura a Henry que todo funcionará y le dice que: "Todo estará resuelto". En el siguiente episodio "Do Not Send Us Astray", Ezekiel y su comunidad se mudan a Hilltop para evitar represalias de los salvadores, Henry quiere unirse a la pelea, pero Ezekiel le ordena que defienda Hilltop desde adentro y haga la guardia, cuando llega el convoy de Simon, Daryl los guía a través de la puerta, la gente de Hilltop bloquean al convoy con un autobús y Ezekiel y todos abren fuego contra los salvadores. La batalla comienza y los salvadores logran herir a varios miembros de la milicia con armas contaminadas con sangre de caminante, Ezekiel, Carol, Rosita, Tara, Maggie, Daryl, Enid, Jesús, Rick, Carol y otros más logran sobrevivir, debido a que consiguen voltear la marea del ataque de los salvadores ya que Simon y los salvadores restantes huyen. La violencia estalla en la madrugada dentro la casa Barrington en Hilltop, ya que muchos heridos sucumben a la infección y mueren, a causa de las armas contaminadas de los salvadores, empiezan a reanimarse como caminantes y atacar Ezequiel ayuda a luchar contra los caminantes. Ezekiel derriba a un Kevin reanimado, mientras Rick, Morgan y Daryl logran abatir a los caminantes restantes. Al día siguiente, Ezekiel y Carol buscan a Henry, quien desapareció durante la noche. En "Still Gotta Mean Something" Ezekiel le pide a Carol que lo ayude a buscar a Henry, pero ella se niega. Ezekiel se da cuenta de que Carol cree que Henry está muerto. Carol lo da por muerto al niño y Ezekiel la acusa de ser una cobarde por pensar eso y se va, más tarde, Jerry se apresura a Ezekiel para compartir las buenas nuevas, justo cuando Carol y Henry entran en la comunidad. Ezekiel se abraza con Henry y le agradece a Carol, Carol le dice a Ezekiel que él tenía razón acerca de que ella tuviera miedo.
En el final de temporada "Wrath" las fuerzas combinadas se movilizan para emboscar a los salvadores, Ezekiel predice que podría ser la última mañana para algunos de ellos, Ezekiel acompaña a Rick y al resto de la milicia para luchar contra los salvadores en la batalla final. Después de que la mayoría de los salvadores son eliminados debido a las balas defectuosas de Eugene, Ezekiel y los demás luchan contra los salvadores restantes hasta que dan su rendición, poco después Negan es derrotado y capturado mientras Rick se dirige a la multitud, declarando la paz entre todas las comunidades. Después, Ezekiel regresa a casa al Reino.

### Temporada 9
En el episodio estreno de la temporada "A New Beginning" Han transcurrido 18 meses, Ezekiel y Carol han crecido como pareja y adoptaron a Henry,  Ezekiel asistió a la expedición en la ciudad de Washington D. C. para buscar un carro de madera y maquinaria agrícola que necesitaban los salvadores y tras encontrar todo lo que necesitaban en un museo abandonado, el rey ayudó al resto del grupo a pasar cuidadosamente el carro por un piso de cristal que contenía una gigantesca cantidad de caminantes en su interior,Ezekiel fracasa en el último cruce ya que el piso de cristal se quebró, pero se habían atado con cuerdas para atraparlos y Carol y otros lo rescataron rápidamente, ante una muerte segura, Carol y Ezekiel se abrazan y posteriormente el grupo se dirige de regreso a sus respectivas comunidades en su recorrido.En el camino, Ezekiel le propone a Carol matrimonio. Ella le dice que guarde el anillo y le recuerda que aún no quiere que le pregunten, especialmente sobre un caballo. Ezekiel sonríe y le dice que todavía la ama, al día siguiente, Carol le dice a Ezekiel que se está quedando en el Santuario, Ezekiel siente que está tratando de estar lejos, pero ella lo niega y lo besa, antes de decirle que bese a Henry por ella e instruir a Jerry para que cuide de él mientras se alejan.

## Desarrollo y recepción
Ezekiel es interpretado por Khary Payton en la serie de televisión The Walking Dead a partir de la séptima temporada . Ezekiel y su tigre mascota Shiva se presentaron en el tráiler de la séptima temporada en San Diego Comic-Con en 2016.
Noel Murray de Rolling Stone clasificó al Rey Ezekiel en el noveno lugar en una lista de los 30 mejores personajes de Walking Dead y dijo: "Gracias al estilo teatral de Khary Payton, la simpatía general de "El Reino" y un tigre como mascota realmente impresionante, este nuevo líder ofreció un recordatorio de que la violencia y el egoísmo no son la única forma de sobrevivir. A veces, un tipo amable y demasiado educado que finge ser de la realeza medieval también puede despertar cierta lealtad".